# Apsisaure
L'apsisaure (Apsisaurus witteri) és una espècie extinta de sinàpsid de la família dels varanòpids que visqué en allò que avui en dia és Nord-amèrica durant el Permià inferior, fa entre 286 i 298,9 milions d'anys. Se n'han trobat restes fòssils a la formació d'Archer City, a Texas (Estats Units). Es tracta de l'única espècie del gènere Apsisaurus. En un primer moment fou descrit com un rèptil diàpsid. El nom genèric Apsisaurus significa ‘llangardaix arcat’, mentre que el nom específic witteri fou elegit en honor d'R. V. Witter, el tècnic d'Alfred Sherwood Romer que dirigia l'equip que en descobrí l'holotip.